# Argyresthia pygmaeella
Argyresthia pygmaeella ist ein Schmetterling (Nachtfalter) aus der Familie der Gespinst- und Knospenmotten (Yponomeutidae).

## Merkmale
Die Falter erreichen eine Flügelspannweite von zehn bis 13 Millimetern. Der Kopf ist ockerfarben bis weiß, die Stirn glänzt metallisch weiß. Die Fühler sind dunkelbraun und weißlich geringelt, das Basalglied (Scapus) ist fahl ockerfarben. Die Labialpalpen glänzen metallisch weiß. Der Thorax ist fahl messingfarben, die Schüppchen am Flügelgelenk des Mesothorax (Tegulae) sind golden. Die Vorderflügel sind fahl messingfarben und glänzend, die Adern R4 und R5 sind getrennt. Am Flügelhinterrand befindet sich ein eckiger Fleck, der mit der Basis rittlings durch einen breiten Strich verbunden ist. Dieser reicht gelegentlich diffus bis über den Fleck in der Flügelmitte hinaus. Eine weitere, breitere goldfarbene Zeichnung verläuft von der Flügelmitte bis etwa 75 Prozent des Flügels. Ein dritter goldener Fleck befindet sich im Analwinkel (Tornus), dieser reicht manchmal diffus bis zur Flügelspitze. Die Fransen besitzen die gleiche Färbung wie angrenzenden Flügelbereiche. Die Hinterflügel sind grau und an der Flügelspitze (Apex) dunkler. Die Beine glänzen metallisch weiß, die Vorderbeine sind auf der Oberseite braun gefärbt. Das Abdomen ist grau.
Die Larven erreichen eine Länge von bis zu elf Millimetern und besitzen einen grünen Körper. Der Kopf sowie Prothorakal- und Analplatte sind dunkelbraun bis schwarz.

## Verbreitung
Die Art ist in Europa mit Ausnahme der Iberischen Halbinsel und Griechenland weit verbreitet. Das Verbreitungsgebiet reicht im Osten bis nach Russland und das östliche Sibirien. Die Art ist auch in Nordamerika vertreten, wo sie in Michigan und Seattle sowie in Kanada nachgewiesen werden konnte. Die nordamerikanischen Falter dieser Art unterscheiden sich nicht von ihren europäischen Vertretern.

### Lebensweise
Die Weibchen legen ihre Eier an Weiden ab. Die etwa elf Millimeter langen dunkelbraunen Raupen fressen an den jungen Trieben und Kätzchen von Weiden (Salix spec.). Die Raupen überwintern bis April in Blattknospen und minieren dann im Inneren von jungen Trieben, welche dann verwelken. Die Raupen verpuppen sich von Mai bis Juni an ihren Nahrungspflanzen oder am Boden.

### Flugzeit
Die Art bildet eine Generation die von Juni bis August fliegt. Die Falter sind nachtaktiv werden vom Licht angezogen.

## Systematik
Argyresthia pygmaeella ist in der Literatur unter folgenden Synonymen bekannt:
- Tinea pygmaeella Denis & Schiffermüller, 1775
- Tinea rudolphella Esper, 1791

Die Typuslokalität der Art ist die Gegend um Wien in Österreich.